# VMU-3
3ème Escadron de drones (USMC)
Le Unmanned Aerial Vehicle Squadron 3 (VMU-3) est un escadron de drones du Corps des Marines des États-Unis qui exploite le Boeing Insitu RQ-21 Blackjack (en). Connu sous le nom de "Phantoms", il est basé à la Marine Corps Air Station Kaneohe Bay, à Hawai, et assure la surveillance aérienne du III Marine Expeditionary Force. L'unité fournit également (en collaboration avec Le VMU-1, basée à Twentynine Palms) des services de reconnaissance, de surveillance et d'acquisition d'objectifs aux unités participant à Mojave Viper, un exercice organisé plusieurs fois par an à Twentynine Palms, en Californie. Il relève du commandement du Marine Aircraft Group 24 (MAG-24) et de la 1st Marine Aircraft Wing (1st MAW).
Le VMU-3 est la troisième unité UAV du Corps des Marines créée pour assurer la reconnaissance et aider aux déploiements et à la formation des unités terrestres. Un tiers des opérateurs d'UAV de VMU-1 et VMU-2 ont été réaffectés à VMU-3 pour fournir la base du nouvel escadron. Fin septembre 2008, le VMU-3 a piloté avec succès le drone AAI Shadow 200 pour la première fois et continue d'effectuer des missions à l'appui de la 1st Marine Aircraft Wing, du III Marine Expeditionary Force et de l'United States Marine Corps Training and Education Command.

## Historique

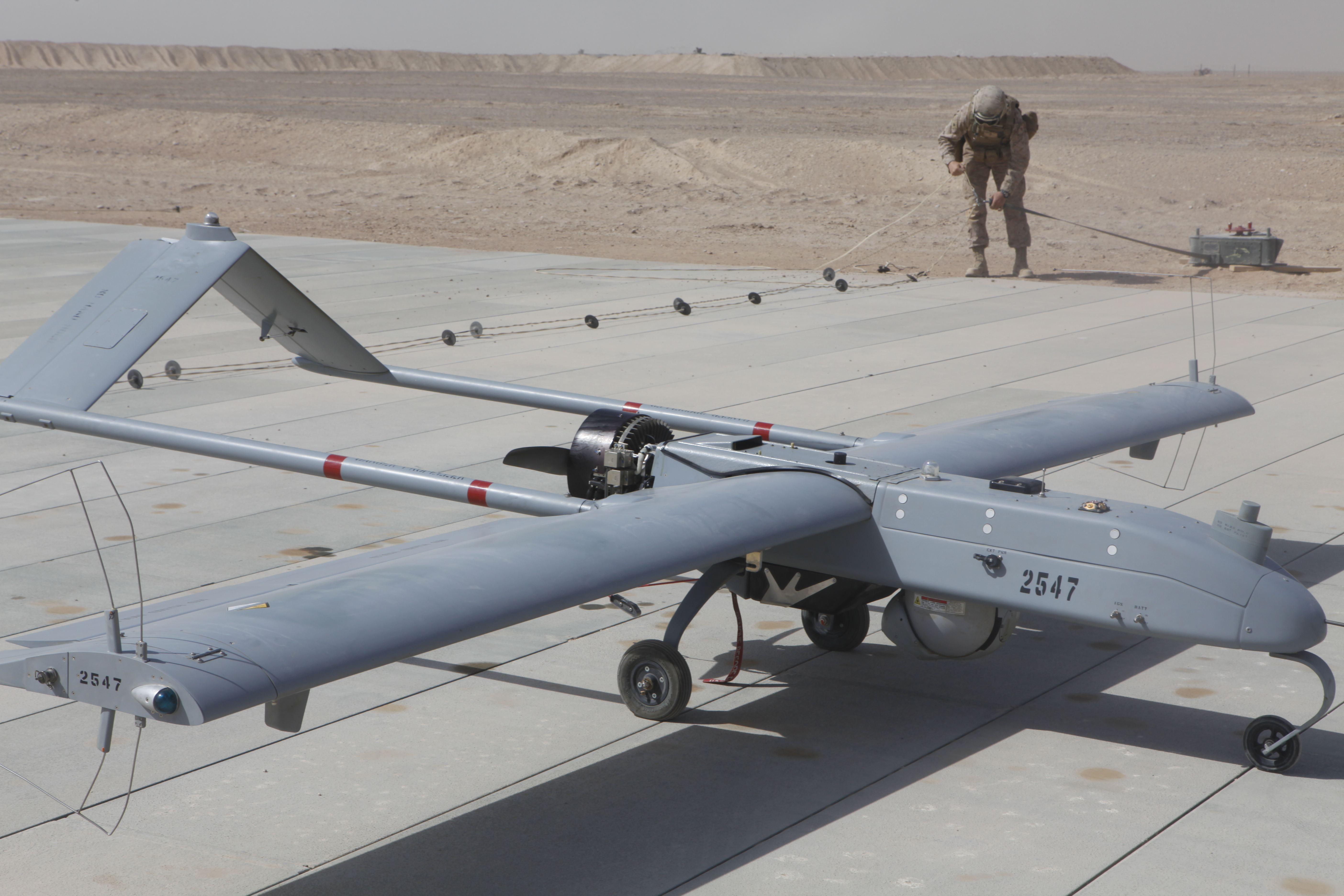
RQ-7 Shadow du VMU-3 en Afghanistan

Le VMU-3 a été mis en service le 12 septembre 2008 au Marine Corps Air Ground Combat Center Twentynine Palms (en), en Californie. Le premier vol de l'escadron a été effectué par un RQ-7 Shadow le 22 septembre 2008. En 2008 et 2009, l'escadron a soutenu de nombreux exercices dans le sud-ouest des États-Unis (Steel Knight, Mojave Viper et Weapons and Tactics) à la Marine Corps Air Station Yuma, en Arizona.
En janvier 2010, le VMU-3 a entrepris ses premiers déploiements dans le monde réel en envoyant des détachements pour soutenir les opérations de combat en Irak et en Afghanistan. L'escadron faisait partie de la Force internationale d'assistance à la sécurité et relevait directement du Marine Aircraft Group 40, 2nd Marine Expeditionary Brigade. Pendant ce temps, le VMU-3, pilotant à la fois le RQ-7 Shadow et le Boeing ScanEagle, a notamment soutenu la Bataille de Marjah en Afghanistan (Operation Moshtarak).
En avril 2011, le VMU-3 s'est déployé à l'appui de l'Opération Enduring Freedom. C'était aussi la première intégration d'un désignateur laser sur le RQ-7B permettant de marquer les cibles à éliminer en soutien aux opérations au sol.

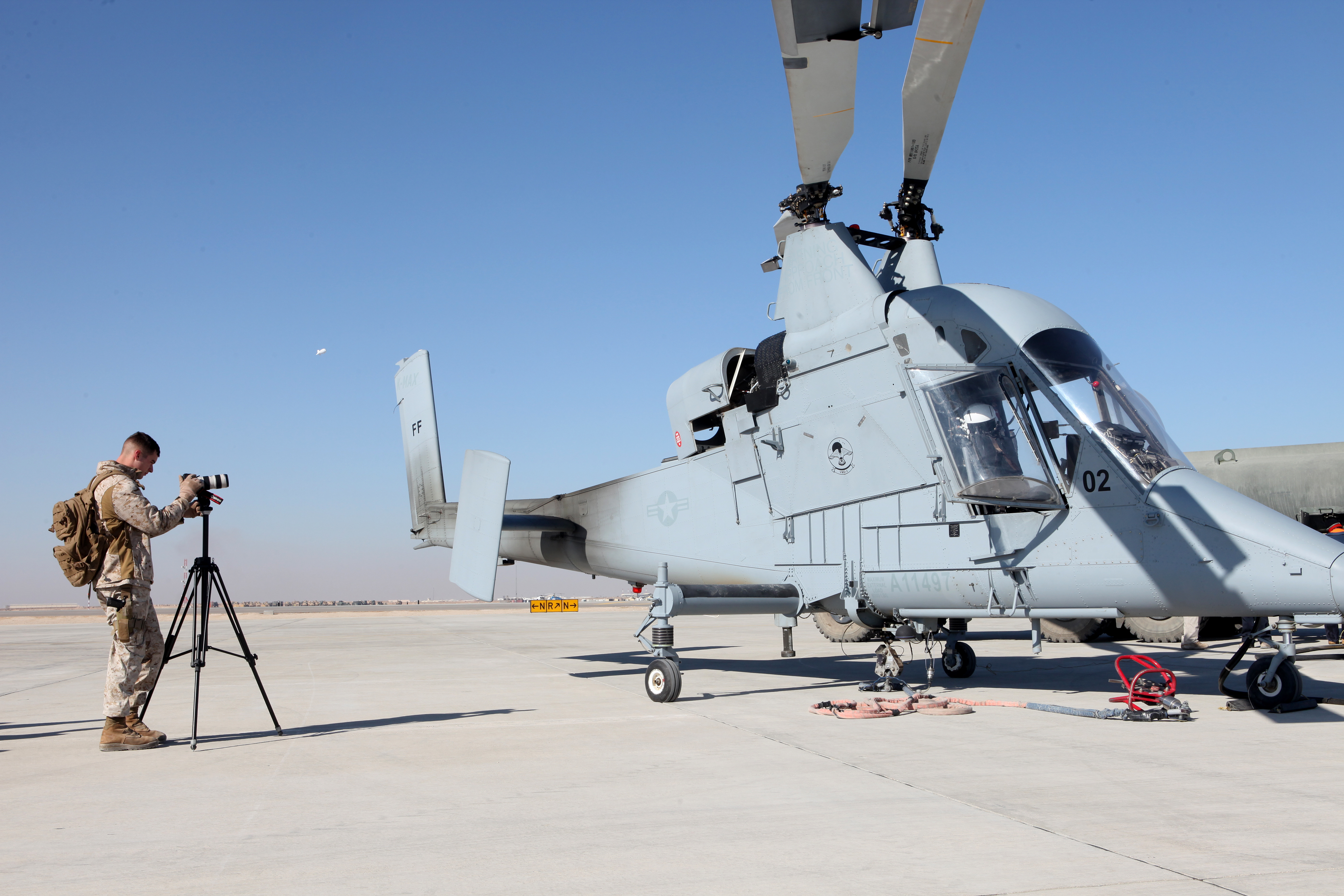
Kaman K-MAX du VMU-3 en Afghanistan

L'escadron s'est de nouveau déployé en Afghanistan d'octobre 2012 à mai 2013. Avec des détachements dans de nombreux endroits de la province de Helmand, le VMU-3 a effectué plus de 2.300 sorties totalisant plus de 21 000 heures de vol. Au cours de ce déploiement, l'escadron était également chargé de piloter le Kaman K-Max, un hélicoptère de ravitaillement en fret sans pilote.
En 2014, l'escadron a été transféré à la Marine Corps Air Station Kaneohe Bay, à Hawaï, où il relève désormais du commandement du Marine Aircraft Group 24 et de la 1st Marine Aircraft Wing. L'escadron vole alors le RQ-21 Blackjack.
Le 8 août 2023, elle est la première unité de l'USMC à être déclaré opérationnelle avec le drone de combat MQ-9A Reaper. Il sert à transmettre les coordonnées de cibles potentielles aux unités chargées de détruire les navires adverses. Il est envisagé de les utiliser comme relais pour les communications, et de les engager dans des missions de guerre électronique et/ou d’appui aérien.

## Galerie
|           |
| ScanEagle |

|           |
| BlackJack |